# موزه ملی دریانوردی لندن
موزه ملی دریانوردی لندن (به انگلیسی: National Maritime Museum) یک موزه دریایی است که در منطقه گرینویچ، لندن قرار دارد.
طرح ساخت این موزه براساس قانون ملی دریایی ۱۹۳۴، فصل ۴۳ داده شده و در ۲۷ آوریل ۱۹۳۷ توسط جرج ششم پادشاه بریتانیا افتتاح شده است.